# دانیل والنسوئلا
دانیل والنسوئلا (اسپانیایی: Daniel Valenzuela‎؛ زادهٔ ۵ مهٔ ۱۹۵۶) بازیگر و فیلم‌نامه‌نویس اهل آرژانتین است.
از فیلم‌ها یا برنامه‌های تلویزیونی که وی در آن نقش داشته‌است، می‌توان به قعر دریا، پول سوخته، جهت‌یابی، مرداب، امپراتوری فرانک و من گیلدا هستم اشاره کرد.